# Litauische Sprache
Die litauische Sprache (Litauisch; litauisch lietuvių kalba) ist eine baltische Sprache innerhalb der Familie der indogermanischen Sprachen. Es gibt knapp 3,2 Millionen Sprecher der litauischen Sprache. Litauisch ist Amtssprache in Litauen und seit dem 1. Mai 2004 eine der Amtssprachen in der EU. Litauischsprechende Minderheiten gibt es im Nordwesten von Belarus und im Nordosten Polens (Woiwodschaft Podlachien). Darüber hinaus leben größere Gruppen von Exillitauern in verschiedenen Ländern. Allein für Irland geht man von 120.000 Litauern aus, die in der anhaltenden Auswanderungswelle seit dem Zerfall der Sowjetunion nach 1990 zugewandert sind. Bis 1945 wurde Litauisch auch im nördlichen Teil Ostpreußens, dem sogenannten Kleinlitauen oder auch Preußisch-Litauen, gesprochen. Hier entstand im 16. Jahrhundert die litauische Schriftsprache.
Eine historische Sprachperiode bzw. Entwicklungsstufe der litauischen Sprache war das Altlitauische.

## Geschichte

### Überlieferung

#### Schriftliche Überlieferung

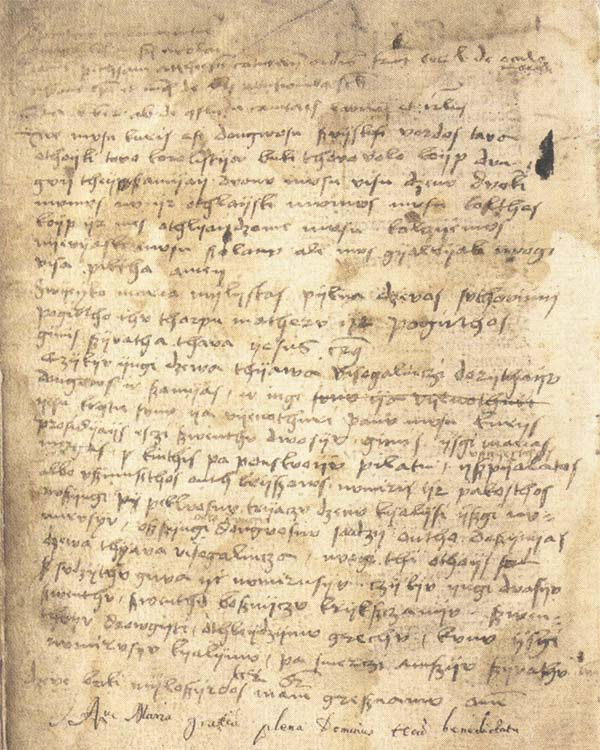
Eine litauische Handschrift aus den Jahren 1505–1515

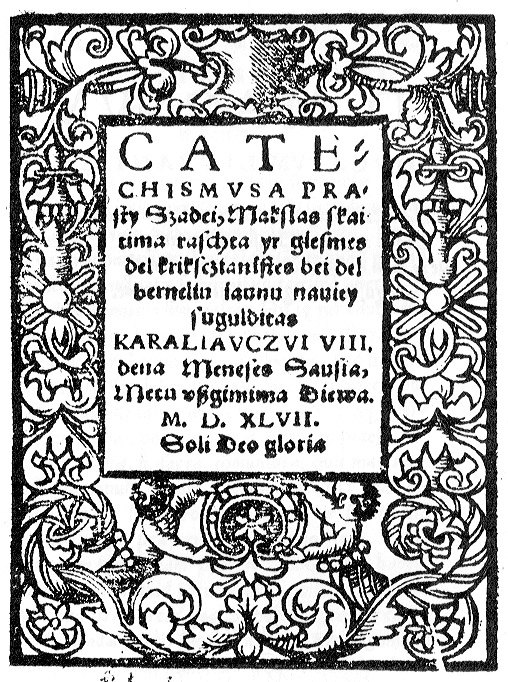
Das früheste in litauischer Sprache gedruckte Buch: der Katechismus von Martynas Mažvydas (Martinus Mossuid), gedruckt in Königsberg (Preußen) (litauisch Karaliaučiaus)

Die älteste handschriftliche Glosse,  ein Vaterunser, stammt erst aus dem Jahr 1503. Das früheste Buch ist der Katechismus des Martynas Mažvydas (Martinus Mossuid), gedruckt 1547 in Königsberg. Das erste Wörterbuch erschien 1620: Dictionarium trium linguarum von Konstantinas Sirvydas (Constantin Szyrwid) in den Sprachen Polnisch – Latein – Litauisch.
Die Mehrheit der überlieferten frühen litauischen Werke sind kirchliche Texte, die ins Litauische übersetzt wurden. Daraus resultiert, dass im übersetzten Text oft die Syntax der Quellensprache durchscheint und anhand dieser Texte nur bedingt eine Vorstellung von der Syntax der damals gesprochenen Sprache gewonnen werden kann.
Von Interesse sind die sogenannten Nebenüberlieferungen. Das sind einzelne Orts- oder Personennamen in fremdsprachigen Dokumenten, so etwa in den Wegeberichten der Kreuzritter oder in altrussischen Chroniken, die oft entstellt sind, aber wegen ihres hohen Alters wichtig für die Namenforschung sind.

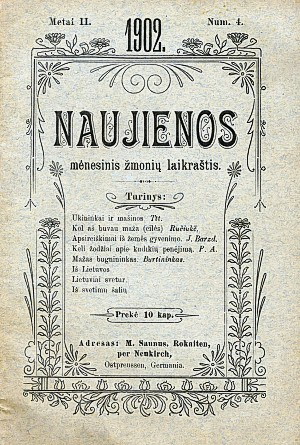
Eine litauische Zeitung in lateinischer Schrift aus dem Jahr 1902, gedruckt in der ostpreußischen Gemeinde Neukirch (heute Timirjasewo)

Infolge des polnisch-litauischen Aufstands von 1863 wurde in dem Teil Litauens, das zum Zarenreich gehörte, 1864 das Drucken von litauischen Büchern in lateinischen Lettern verboten – stattdessen durften nur kyrillische Lettern verwendet werden. Erst 1905 wurde dieses Verbot wieder aufgehoben. Während dieser zudem noch durch Zensur geprägten Zeit wurden Bücher oft im benachbarten Ostpreußen gedruckt und durch die sogenannten knygnešiai („Bücherträger“) ins Land geschmuggelt.

### Frühgeschichte

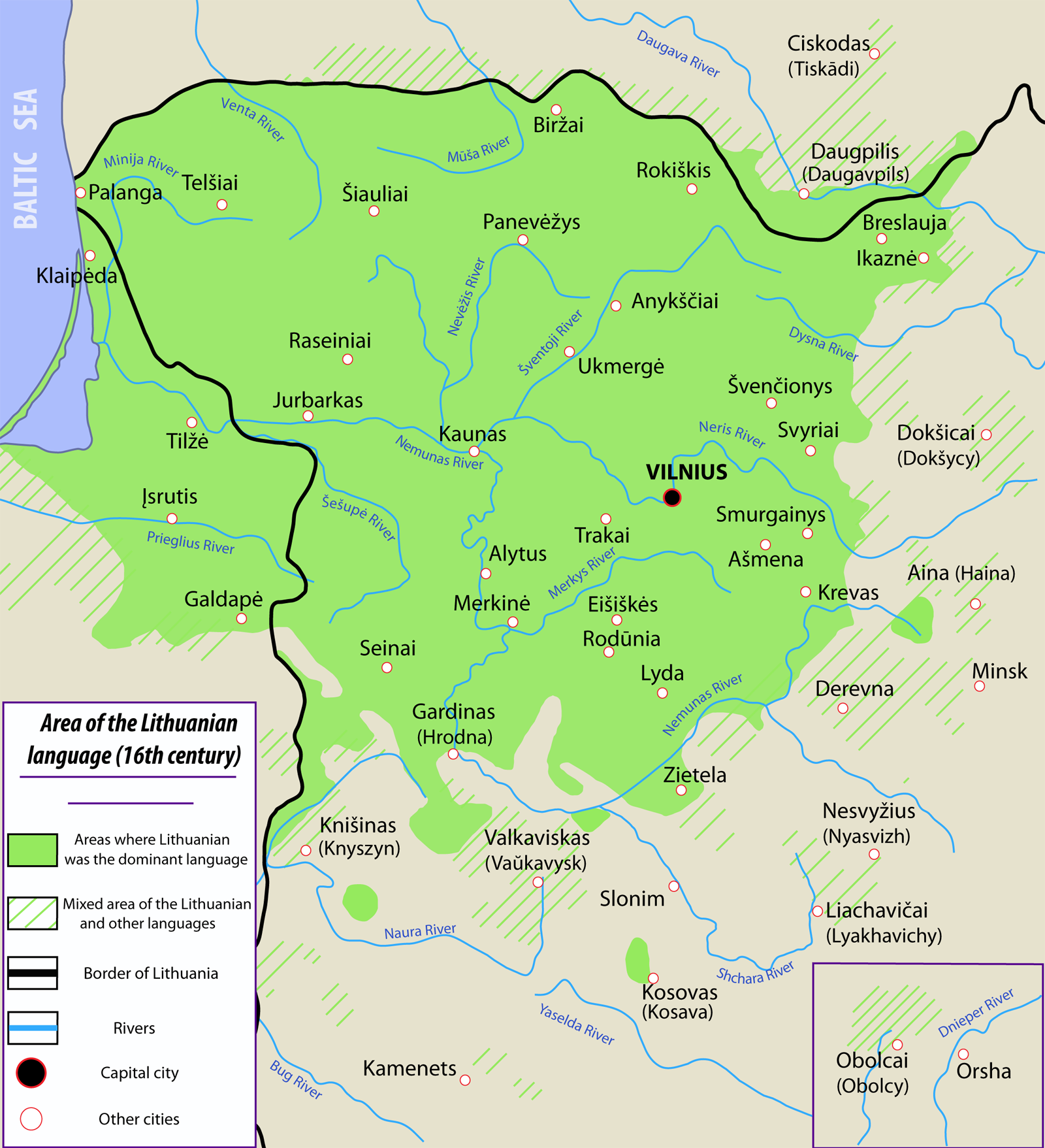
Ausdehnung der litauischen Sprache einschließlich Mischgebieten im 16. Jahrhundert

Das Litauische stammt über das Ur-Baltoslawische von der indogermanischen Grundsprache ab. Von den baltischen Sprachen lebt neben dem Litauischen nur noch die lettische Sprache. Beide Sprachen werden dem Ostbaltischen zugeordnet. Die Trennung des Lettischen und Litauischen voneinander wird für das frühe Mittelalter (7./8. Jahrhundert) datiert. Von der verwandten ausgestorbenen altpreußischen Sprache, die als westbaltische Sprache gilt, gibt es noch einige Schriftdenkmäler.
Das Litauische zeichnet sich durch viele erhaltene altertümliche grammatische Formen aus, die sich zum Teil auch im Sanskrit oder in anderen alten indogermanischen Sprachen wiederfinden. Deswegen gilt das Litauische als die (in vieler Hinsicht) konservativste lebende indogermanische Sprache. Die oberflächlichen (typologischen) Ähnlichkeiten zum Sanskrit sind hauptsächlich darauf zurückzuführen, dass beide Sprachen im Vergleich zu modernen, aber auch den meisten älteren indogermanischen Sprachen die Grundstruktur einer vermuteten indogermanischen Ursprache besonders gut bewahren.
Die Ankunft der Balten im heutigen Siedlungsgebiet wird in das dritte Jahrtausend vor Christus datiert. Die Untersuchung von Gewässernamen hat gezeigt, dass das baltische Siedlungsgebiet sich einst von der Weichsel bis Moskau und Kiew erstreckte – allerdings darf man von einer nur dünnen Besiedlung ausgehen. Baltische Völkerschaften wurden hier später von den expandierenden Slawen assimiliert.
Die Gründung eines litauischen Staates erfolgte im Mittelalter durch Mindaugas. Über die Rolle des Litauischen in diesem Staat ist wenig bekannt. Als Schriftsprache diente eine ostslawische Sprache, das sogenannte Kanzleislawische (Ruthenisch), in Kyrillica, allerdings angereichert mit litauischem Vokabular. Später war das Litauische infolge der Vereinigung des Großfürstentums Litauen mit dem Königreich Polen (Union von Krewo) vermehrt polnischen Einflüssen ausgesetzt.

#### Mündliche Überlieferung
Mündliche Überlieferung spielt bis heute eine große Rolle in der Entstehung und Erhaltung der Dialektvielfalt. Trotz des heute kleinen Sprachraumes lassen sich mehrere Idiome unterscheiden, die in zwei Großgruppen unterschieden werden: Aukštaitisch (Oberlitauisch) und Žemaitisch (mitunter auch Schemaitisch geschrieben, Niederlitauisch). Der geschriebenen Sprache liegt das dem Aukštaitischen zuzurechnende Idiom der Region Suvalkija zugrunde, besonders in der Variante wie sie in dem zu Preußen gehörenden Teil der Region gesprochen wurde.
Als historisch kann man indessen die mündliche Überlieferung von Lied- und Erzählgut bewerten – hier gibt es nunmehr riesige Sammlungen an Liedtexten, Märchen und Legenden, die zumeist im 20. Jahrhundert notiert wurden. In diesem Material finden sich viele archaische Relikte des Litauischen.

### Jüngste Geschichte, Normierung

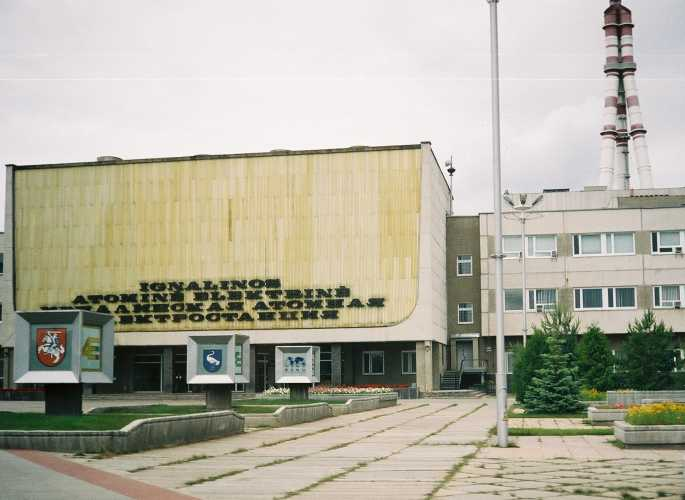
Beispiel einer zweisprachigen Aufschrift (litauisch/russisch) aus der Sowjetzeit (Kernkraftwerk Ignalina)

Um die Herausbildung einer litauischen genormten Schriftsprache haben sich besonders Kazimieras Būga und Jonas Jablonskis verdient gemacht. Im Wesentlichen erfolgte diese Normierung während der Unabhängigkeit Litauens zwischen den Weltkriegen (1918–1941). Neben dem Litauischen war während der Zeit der sowjetischen Okkupation das Russische eine weitgenutzte Verkehrssprache. Durch die Ansiedlung von Menschen aus anderen Sowjetrepubliken waren besonders Industrieregionen betroffen, im Politischen und im Militär war es unvermeidlich, aber teils kam Russisch auch in den Medien, wie Kino und Fernsehen sowie als Publikationssprache in der Wissenschaft in den Vordergrund. Jedoch war das Russische nie erste Amtssprache. Straßenschilder und amtliche Formulare waren zweisprachig. Im Vergleich zu Lettland und Estland blieb der Anteil der Russischsprecher in Litauen geringer.
Über die Reinheit der litauischen Sprache in der Republik Litauen wacht die parlamentarische Kommission der litauischen Sprache (Lietuvių kalbos komisija), die insbesondere das Eindringen von Fremdwörtern durch Bildung neuer Begriffe zu bekämpfen sucht und die Aussprache von Fernseh- und Rundfunkmoderatoren kontrolliert. Die Vorschläge und teils gesetzlichen Vorgaben dieser Kommission sind nicht unumstritten und oft Gegenstand von Spötteleien. Typisch für die normierte litauische Schriftsprache ist der Umstand, dass ausländische Lehnwörter und auch Eigennamen der litauischen Aussprache folgend transkribiert werden. So kam es zu Gerhardas Šrioderis für Gerhard Schröder, Džordžas Bušas für George Bush oder Haris Poteris für Harry Potter. Im Deutschen und vielen anderen Sprachen findet dieses Verfahren der Transkription nur für Begriffe Anwendung, deren Originalsprachen keine Lateinschrift verwenden. Eigennamen werden mit großen Anfangsbuchstaben geschrieben, andere Substantive dagegen nicht.
Dazu kommt das Anhängen der Endung -as, -is oder -us an maskuline, und eines -a oder -ė an feminine Substantive, auch wenn es sich um Lehnwörter handelt, solches sind šlagbaumas, ananasas, vunderkindas – taksi, ledi sind hingegen indeklinabel. Dieses Hinzufügen der Endung ist rein grammatikalischer Natur und in der artikellosen litauischen Sprache für die Verständlichkeit unverzichtbar.

### Forschungsgeschichte
Besondere Verdienste um die Erforschung des Litauischen erwarb sich im 19. Jahrhundert August Schleicher, der als Philologieprofessor an der Prager Universität 1856/1857 das erste wissenschaftliche Handbuch der litauischen Sprache in zwei Bänden veröffentlichte. Schleicher beschreibt darin das von ihm in Ostpreußen erlernte preußische Litauisch. August Leskien und Karl Brugmann erforschten ebenfalls das Litauische. Ergebnis einer gemeinsamen Expedition war eine Sammlung litauischer Märchen und Lieder.
Aufgrund der Altertümlichkeit des Litauischen ist es eine wichtige Quelle in der Indogermanistik. In der Baltistik wird das Litauische im engeren Kontext erforscht, zudem ist es in der Finnougristik von Interesse, da sich viele Lehnwörter in den ostseefinnischen Sprachen gut anhand von baltischem und insbesondere litauischem Material deuten lassen.

## Alphabet
Das litauische Alphabet basiert auf dem lateinischen Alphabet und enthält als zusätzliche diakritische Zeichen (Akzentuierungen) verschiedene Häkchen und Punkte, nämlich das Ogonek, das Hatschek, das Makron sowie den Überpunkt. Zur Kennzeichnung der Töne sind darüber hinaus der Gravis `, der Akut ´ sowie die Tilde ˜ im Gebrauch. Die lateinischen Buchstaben q, w und x werden nur in Fachtexten zur originalgetreuen Schreibung fremdsprachlicher Eigennamen gebraucht.

## Phonetik und Phonologie

### Konsonanten
|                 |                     | bilabial | bilabial | labiodental | labiodental | alveolar | alveolar | postalveolar | postalveolar | palatal | palatal | velar | velar |
| --------------- | ------------------- | -------- | -------- | ----------- | ----------- | -------- | -------- | ------------ | ------------ | ------- | ------- | ----- | ----- |
| stimmlos        | stimmhaft           | stl.     | sth.     | stl.        | sth.        | stl.     | sth.     | stl.         | sth.         | stl.    | sth.    |       |       |
| Plosive         | nicht palatalisiert | p        | b        |             |             | t        | d        |              |              |         |         | k     | g     |
| Plosive         | palatalisiert       | pʲ       | bʲ       |             |             | tʲ       | dʲ       |              |              |         |         | kʲ    | gʲ    |
| Affrikaten      | nicht palatalisiert |          |          |             |             | ts       | dz       | tʃ           | dʒ           |         |         |       |       |
| Affrikaten      | palatalisiert       |          |          |             |             | tʲsʲ     | dʲzʲ     | tʲʃʲ         | dʲʒʲ         |         |         |       |       |
| Nasale          | nicht palatalisiert |          | m        |             |             |          | n        |              |              |         |         |       | ŋ     |
| Nasale          | palatalisiert       |          | mʲ       |             |             |          | nʲ       |              |              |         |         |       | ŋʲ    |
| Vibranten       | nicht palatalisiert |          |          |             |             |          | r        |              |              |         |         |       |       |
| Vibranten       | palatalisiert       |          |          |             |             |          | rʲ       |              |              |         |         |       |       |
| Frikative       | nicht palatalisiert |          |          | f           |             | s        | z        | ʃ            | ʒ            |         |         | x ̠    | ɣ̠     |
| Frikative       | palatalisiert       |          |          | fʲ          |             | sʲ       | zʲ       | ʃʲ           | ʒʲ           |         |         | x ̟    | ɣ̟     |
| Approxi- manten | nicht palatalisiert |          |          |             | ʋ           |          |          |              |              |         |         |       |       |
| Approxi- manten | palatalisiert       |          |          |             | ʋʲ          |          |          |              |              |         | j       |       |       |
| Laterale        | nicht palatalisiert |          |          |             |             |          | ɫ        |              |              |         |         |       |       |
| Laterale        | palatalisiert       |          |          |             |             |          | lʲ       |              |              |         |         |       |       |

Bei den meisten Konsonanten ist die Palatalisierung tatsächlich phonemisch. An Beinaheminimalpaaren mangelt es nicht, z. B. anglų /ˈɑːŋɡɫuː/ „Engländer (Gen. Pl.)“ gegenüber anglių /aŋʲˈɡʲlʲuː/ „Kohlen (Gen. Pl.)“. Echte Minimalpaare beschränken sich jedoch zumeist auf grammatische Phänomene, z. B. sunkus /sʊŋˈkʊs/ „schwer (Nom. Sg. m.)“ gegenüber sunkius /sʊŋʲˈkʲʊs/ „schwer (Akk. Pl. m.)“.
Ein Beispiel für ein lexikalisches echtes Minimalpaar /⁠ʒ⁠/ – /ʒʲ/ ist žodo /ˈʒoːdoː/ „er äußerte sich“ gegenüber žiodo /ˈʒʲoːdoː/ „er öffnete jemandem den Mund“.
Vor /⁠ı⁠/ und /iː/ können nur palatalisierte Konsonanten stehen. Nicht phonemisch ist die Palatalisierung außerdem bei /⁠f⁠/, /⁠x⁠/ und /⁠ɣ⁠/, da diese Laute nur in Fremdwörtern vorkommen. Die Anzahl der Fremdwörter genügt einfach nicht, um Minimalpaare bereitzustellen.
[⁠ŋ⁠] ist Allophon von [⁠n⁠] vor [⁠k⁠] oder [⁠g⁠].
Außer an Wortfugen können zwischen zwei Vokalen entweder nur palatalisierte oder nur unpalatalisierte Konsonanten stehen. Am Wortende treten nur unpalatalisierte Konsonanten auf, es sei denn, bei dem betreffenden Wort handelt es sich um die Kurzform eines Wortes, das an dieser Stelle einen palatalisierten Konsonanten besitzt. Beispiele hierfür sind Infinitive, bei denen in der Umgangssprache oft das auslautende i fehlt, z. B. /æıtʲ/ statt /ˈæɪtʲɪ/ „gehen“. Zudem gibt es noch einige Wörter, bei denen die Langformen veraltet wirken, z. B. /dʲeːlʲ/ statt /ˈdʲeːlʲæɪ/ „wegen“ oder /gaːlʲ/ bzw. /ɡaːlʲˈbuːtʲ/ statt /ˌɡaːlʲɪ ˈbuːtʲɪ/.
An Wortfugen oder selbst an Wortgrenzen können entweder nur stimmhafte oder nur stimmlose Konsonanten aufeinanderfolgen; einzige Ausnahme bilden /⁠m⁠/, /⁠n⁠/, /⁠l⁠/, /⁠r⁠/ und /⁠ʋ⁠/, die als letzter Konsonant einer Gruppe auch nach stimmlosen Konsonanten stehen können.
Als Beispiel diene hier: /ˈtʲrʲiːs/ „drei“ + /ˈdaːlʲiːs/ „Teile (Nom. Pl.)“ = [tʲrʲiːzˈdaːlʲiːs].
Obwohl es nicht als falsch gilt, werden für gewöhnlich alveolare und postalveolare Frikative oder Affrikaten nicht direkt hintereinander artikuliert.
Der Artikulationsort bestimmt sich aus dem letzten dieser Konsonanten. Beispiele: /ˈlʲæɪs/ (Stamm von leisti „lassen“) + /tʲʃʲæʊ/ (Konjunktiv-Endung) = [ˈlʲæɪʃʲtʲʃʲæʊ]; /ıʃ/ (Vorsilbe „aus-“) + /sʲuːsʲtʲɪ/ „schicken“ = [ɪˈsʲuːsʲtʲɪ] „abschicken“. Am letzten Beispiel sieht man auch, dass Gemination selbst an Wortfugen nicht auftritt.

### Vokale
|                  | vorne (ungerundet) | hinten (gerundet) |
| ---------------- | ------------------ | ----------------- |
| geschlossen      | iː                 | uː                |
| fast geschlossen | ɪ                  | ʊ                 |
| halb geschlossen | e:                 | o:                |
| halb offen       | ɛ                  | ɔ                 |
| fast offen       | æː                 |                   |
| offen            | a aː               | ɑ, ɑː             |

Viele Sprecher des Litauischen sprechen das Phonem /oː/ als offenes o, [ɔː], aus. Kurzes /⁠ɔ⁠/ kommt nur in Fremdwörtern vor.
Die Vokale [⁠ɑ, a⁠] und [⁠ɛ⁠] sind in der Position nach einem Konsonanten Allophone eines Phonems /⁠ɑ⁠/. Der Laut [⁠ɛ⁠] wird immer dann gesprochen, wenn der vorangehende Konsonant palatalisiert ist. Anderenfalls spricht man [⁠a⁠], falls der folgende Konsonant palatalisiert ist, und [⁠ɑ⁠] sonst. Dieselben Regeln gelten für die langen Entsprechungen [ɑː], [aː] sowie [æː]. Für den Laut [⁠ɛ⁠] bzw. [æː] existieren zwei verschiedene Grapheme e (ę) bzw. ia. Für die Entscheidung, welches Graphem zu verwenden ist, siehe litauisches Alphabet#Laut-Buchstaben-Zuordnung.
Am Wortanfang sind a / aː und ɛ / æː phonemisch, z. B. ežeras [æː-] „der See“ vs ąžuolas [ɑ:-] „die Eiche“.
Die Unterscheidung zwischen langen und kurzen Vokalen ist selbst in unbetonten Silben phonemisch, z. B. iššokti [ɪˈʃoːkʲtʲɪ] „hinausspringen“ gegenüber įšokti [iˈʃoːkʲtʲɪ] „hineinspringen“.

### Diphthonge
Die litauische Sprache kennt als Diphthonge die Lautverbindungen [ɑɪ], [ɑʊ] mit den Allophonen [æɪ] bzw. [æʊ]; weiterhin [iɛ], [ʊɪ] und [uʌ]. Als Interjektion sowie in Fremdwörtern erscheint [oɪ]. Der Diphthong [oʊ] tritt nur in Fremdwörtern auf.
Auch Verbindungen eines Vokals mit einem der sonorantischen Konsonanten m, n, l und r werden im Litauischen als Diphthonge betrachtet (sogenannte gemischte Diphthonge), wenn der Konsonant nicht bereits der Anlaut der nächsten Silbe ist.
Dies ist wichtig für die Betrachtung der Töne (vgl. nächster Abschnitt), da Diphthonge wie auch lange Vokale verschiedene Töne tragen können.
Nicht wenige morphologische Erscheinungen lassen sich mit dieser Klassifikation in Verbindung bringen:
Bildet man Adverbien aus Adjektiven, die im Nominativ Singular in der männlichen Form auf /ʊs/ enden, so wird die Endung /ʲæɪ/ betont, wenn die Stammsilbe kurz ist, und sonst nicht (bis auf vier Ausnahmen). Da das Adverb zu sunkus [sʊŋˈkʊs] „schwer“ sunkiai [ˈsʊŋʲːkʲæɪ] lautet, muss /ʊŋ/ als lang gelten, obwohl /⁠ʊ⁠/ kurz ist. Bei der Konjugation von Verben findet man noch weitere Belege für diese Einordnung.
In Zusammensetzungen existieren sogar Verbindungen von zwei Vokalen und einem Konsonanten, die als ein Silbenträger gelten (quasi als Triphthonge), z. B. in duonkepys [duʌŋʲkʲɛˈpʲiːs] „Bäcker“.

### Töne
Die International Phonetic Association hat noch keinen Standard zur Umschrift litauischer Töne herausgegeben.
In diesem Abschnitt wird versucht, die Ergebnisse der Untersuchung von Grzegorz Dogil in das Internationale Phonetische Alphabet zu übertragen.
Das Litauische ist in gewissem Maße eine Tonsprache, d. h. unterschiedliche Betonung kann bedeutungsrelevant sein.
Die Sprache kennt drei verschiedene Töne: den kurzen Ton (kairinis kirtis), den Stoßton (tvirtapradė, krintančioji oder staiginė priegaidė) sowie den Schleifton (tvirtagalė, kylančioji oder tęstinė priegaidė). In der Praxis lassen sich jedoch selten Minimalpaare ausmachen. Häufig angeführte Beispiele für Beinahe-Minimalpaare sind Adjektive gegenüber ihren substantivierten Formen, z. B. juõdas [ˈju̯ʌːdɑs] „schwarz“ gegenüber júodis [ˈjuʌ̯dʲɪs] „Rappe“ oder skỹstas [ˈsʲkʲiːstas] „flüssig“ gegenüber skýstis ['sʲkʲii̯sʲtʲɪs] „Flüssigkeit“. Wahre Minimalpaare finden sich bei manchen Verben wie z. B. {\displaystyle m{\grave {i}}nti} [ˈmʲɪnʲtʲɪ] „treten“ gegenüber miñti [mʲɪ̈nʲːtʲɪ] „sich erinnern“. Solche Verben unterscheiden sich jedoch in flektierten Formen noch anderweitig (die 3. Person Präsens der obigen Beispiele ist für alle Numeri {\displaystyle m{\grave {i}}na} [ˈmʲɪnɑ] bzw. mẽna [ˈmʲæːnɑ]) oder geben die Unterscheidung ganz auf (3. Person Futur für beide Beispiele miñs [mʲɪ̈nːs]).
Eine große Anzahl echter Minimalpaare findet sich auch bei Empfindungswörtern, die unterschiedliche Intensität ausdrücken, z. B. ái [ɑɪ̯] gegenüber {\displaystyle a{\tilde {i}}} [ɑ̯ɪː] (beides „au“, das Erste bei einem kurzen, das Zweite bei einem andauernden Schmerz); jedoch spielt hierbei vor allem die Länge der Silbe die entscheidende Rolle.
Die Umsetzung des kurzen Tons bereitet deutschen Muttersprachlern keine Probleme. Stoßton und Schleifton treten nur bei langen Vokalen und Diphthongen auf.
Der Unterschied wird zumeist so beschrieben, dass ein stoßtöniger Vokal sofort betont wird, während die Betonung beim Schleifton am Ende des betreffenden Lautes stärker als am Anfang ist. Vergleichende Sprachwissenschaftler um Grzegorz Dogil (siehe Literatur) haben jedoch herausgefunden, dass für die Unterscheidung der beiden Töne bei Diphthongen wichtiger ist, wie die beteiligten Vokale ausgesprochen werden. Demnach ist beim Stoßton der erste Vokal sehr deutlich artikuliert und betont, der folgende Vokal ist unbetont. Beim Schleifton werden beide Vokale stärker aneinander angeglichen (somit nur undeutlich artikuliert) und gleichmäßig betont.

## Grammatik
Das Litauische ist eine hochflektierende Sprache und darin dem Lateinischen, dem Altgriechischen oder dem Sanskrit ähnlich, insbesondere in seiner Fixierung auf die Endungen zur Angabe des Kasus und in der unbeschränkten Voranstellung von bestimmenden Adjektiven und Substantiven vor dem eigentlichen Substantiv und deren Verschränkung.
Das Litauische kennt keine Artikel. Verwendete Genera sind männlich oder weiblich, von Adjektiven werden auch sächliche Formen gebildet. Als Neutrum (niekatroji oder bendroji gimine) werden zuweilen auch Substantive bezeichnet, die männlich oder weiblich verwendet werden können.
Es gibt die Numeri Singular und Plural, historisch und in einzelnen Dialekten sowie in der Literatur ist auch der Dual anzutreffen.
Litauische Verben kommen hauptsächlich in vier Zeiten vor (Gegenwart, Zukunft, einmalige und mehrmalige Vergangenheit: eina „er geht“, eis „er wird gehen“, ėjo „er ging (einmal)“, eidavo „er ging (regelmäßig)“). Daneben werden auch zusammengesetzte Zeitformen verwendet, z. B. um Vorzeitigkeit auszudrücken.
Neben Indikativ und Imperativ gibt es den Konjunktiv, letzteren allerdings nur in der Gegenwart. Für die Vergangenheit muss auf zusammengesetzte Zeitformen ausgewichen werden.
Verben werden wie im Deutschen nach Person, Zeit und Numerus gebeugt, wobei die Form für die 3. Person in allen Numeri übereinstimmt. Das Geschlecht spielt für die Konjugation nur in zusammengesetzten Zeitformen eine Rolle.
Auffällig ist die hohe Zahl verschiedener Partizipien. Für jede Zeitform existiert ein aktives und passives Partizip sowie ein Gerundium; lediglich für die mehrmalige Vergangenheit existiert kein passives Partizip. Hinzu kommen ein Gerundivum sowie ein Adverbialpartizip.

### Morphologie
In der Deklination werden die Fälle Nominativ, Genitiv, Dativ, Akkusativ, Instrumental, Lokativ (sekundär als Inessiv entstanden) und Vokativ unterschieden. Zudem gibt es historisch und in einigen Dialekten noch drei weitere sekundäre Lokalkasus: Illativ (z. B. miškan „in den Wald (hinein))“, Adessiv (z. B. miškiep „am Wald“), Allativ (z. B. miškop „zum Wald hin“).
Der Ablaut ist im Litauischen weit verbreitet, vor allem in der Wortbildung, z. B. bei der Angabe der Transitivität: lūžti „zerbrechen (intransitiv)“ – laužti „zerbrechen (transitiv)“. Auch bei der Bildung verschiedener Tempora kann der Ablaut auftreten, z. B. lyja „es regnet“ – lis „es wird regnen“. Bei der Deklination kommt kein Ablaut vor.

#### Substantiv
Die Nominativendung gestattet in den meisten Fällen die Feststellung, ob es feminine oder maskuline Substantive sind: -as und -us sind immer maskulin, -a und -ė in der Regel feminin, -ys und -uo in der Regel maskulin, -is ist mehrdeutig. Einige Wörter auf -a, -ė oder -uo entsprechen dieser Regel nicht, da das biologische Geschlecht Vorrang besitzt. So ist dėdė „Onkel“ maskulin, obwohl es auf -ė endet. Bei der Endung -ys handelt es sich um ein Pluraletantum, falls die Endung unbetont ist, z. B. bei durys „Tür“. Das Geschlecht lässt sich dann nicht aus der Endung bestimmen.

#### Adjektiv
Mögliche maskuline Endungen von Adjektiven sind -as, -ias, -us und -is; mögliche feminine Endungen sind -a, -ia, -i und -ė. Bei den sächlichen Formen entfällt das -s am Ende der maskulinen Form. Bei der Steigerung wird für den Komparativ immer -esnis (m.),-esnė (f.), iau (n.) und für den Superlativ -iausias (m.), -iausia (f./n.) verwendet.
Die meisten Adjektive haben auch eine pronominalisierte Langform. Sie ist durch Anhängen des Personalpronomens jis/ji an die Kurzform gebildet bei späteren lautlichen Verkürzungen.

##### Adverbien
Adjektive lassen sich leicht in Adverbien umwandeln. Dabei werden die maskulinen Adjektiv-Endungen durch folgende Endungen ersetzt:
- aus -as wird -ai
- aus -us wird -iai

Beim Steigern der Adverbien wird an den Adjektivstamm die Endung -iau für den Komparativ und die Endung -iausiai für den Superlativ angehängt.

#### Zahlen

##### Kardinalzahlen
Die Kardinalzahlen werden teilweise wie Adjektive behandelt, z. B. vienas, teils als Substantive, z. B. tūkstantis.

##### Ordinalzahlen
Die Ordinalzahlen werden wie Adjektive behandelt. Sie lauten pirmas '1.', antras '2.', trečias '3.', ketvirtas '4.'. Weitere werden nach dem Muster Stamm + tas gebildet. Dabei kommt es teils zu phonetischen Abweichungen: aštuoni '8' – aštuntas '8.'. Jeweils nur die letzte Zahl wird als Ordinalie gebildet šimtas dvidešimt aštuntas '128.'.

#### Verb
Die Beugung des Verbes geht unter Verwendung dreier verschiedener Stämme vonstatten. Es handelt sich dabei um Stämme des Präsens, des Präteritums und des Infinitivs. In einigen Fällen unterscheiden sich diese Stämme nicht sonderlich, z. B. kala, kalė, kalti „schlagen, schmieden“, in anderen bestehen deutliche, historisch entstandene Unterschiede, ohne dass man dies regulär erklären könnte, z. B. renka, rinko, rinkti „sammeln, wählen“ oder mato, matė, matyti „sehen“.
Zudem werden in einigen Zeitformen weitere Beugungsklassen unterschieden, die sich nach dem Stammauslaut – dem sogenannten Themavokal – richten. Reste einer archaischen athematischen Konjugation sind kaum noch in Verwendung. Erkennen kann man den Stamm an der Endung der 3. Person Singular. Anhand dieser Endungen in der 3. Person Singular werden in der Gegenwart drei und in der Vergangenheit zwei Beugungsklassen unterschieden. In der Gegenwart enden Verben der ersten Klasse auf -a oder -ia, der zweiten Klasse auf -i, der dritten Klasse auf -o. In der Vergangenheit lautet die Endung der ersten Beugungsklasse -o, die der zweiten Klasse -ė. Im Infinitiv enden Verben immer mit -ti.
Ist das Verb reflexiv, wird das Affix -si- zwischen Vorsilbe und Stamm eingefügt oder, bei Verben ohne Vorsilbe, an die Endung angehängt. Dabei ergeben sich mitunter lautliche Veränderungen der Endung, z. B. keliu „ich hebe“, keliuosi „ich stehe auf“, oder die Reflexivendung wird zu -s verkürzt, so z. B. im Infinitiv: kelti „heben“, keltis „aufstehen“.

### Syntax
Das Litauische verfügt als synthetische Sprache über eine gewisse Freiheit in der Folge der Satzglieder. Sowohl die Reihenfolge Subjekt-Prädikat als auch andersherum ist möglich: vaikas eina – eina vaikas 'das Kind geht'. Ähnliches gilt für das direkte Objekt kala vinį – vinį kala '(er) schlägt einen Nagel (ein)'. Die Verwendung des Personalpronomens ist nicht notwendig. Insbesondere in der dritten Person muss dann aus dem Kontext erschlossen werden, ob es sich um mehrere oder eine Person handelt, ob diese männlich oder weiblich ist/sind.
Das Adjektiv steht regelmäßig vor dem Substantiv und stimmt in Genus, Numerus und Kasus mit dem attributierten Substantiv überein.

## Wortschatz

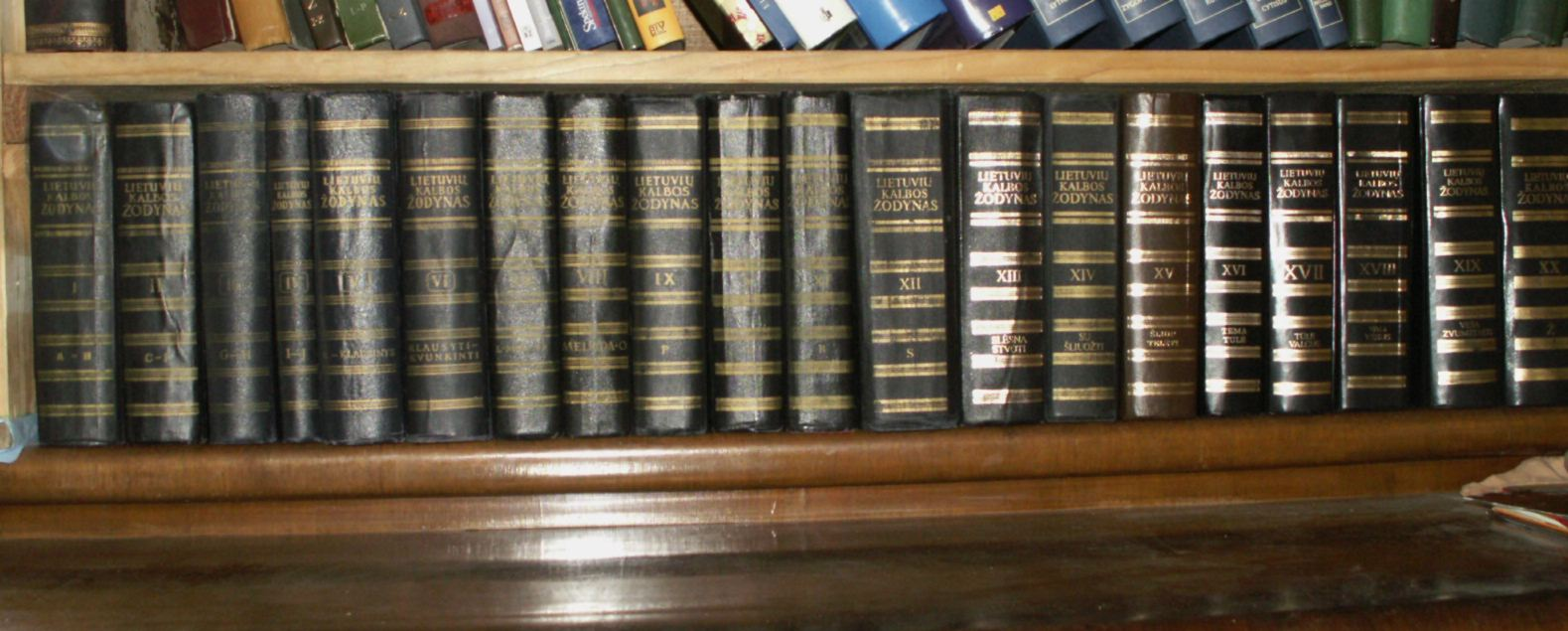
Das akademische Wörterbuch der litauischen Sprache in zwanzig Bänden (1941–2002)

Der Wortschatz der litauischen Sprache wurde von 1941 bis 2002 im 20-bändigen akademischen Wörterbuch gesammelt. Ein beachtlicher Teil der Lexik ist ererbt und findet lautgesetzliche Entsprechungen im Lettischen, in den slawischen und anderen indoeuropäischen Sprachen. Natürlich sind die direkt vergleichbaren Wörter weitaus weniger zahlreich als die später hieraus gebildeten Wörter. Hinzu kommen Entlehnungen, insbesondere aus den slawischen Sprachen – etwa ein großer Teil der christlichen Terminologie wie bažnyčia ‚Kirche‘, aber auch aus germanischen Sprachen, z. B. kunigas ‚Priester‘. Da das Litauische ab dem 16. bis zum Beginn des 20. Jh. eine Sprache der Dörfer war – in den Städten und im Adel wurde Polnisch gesprochen – fehlten viele Begriffe, die u. a. von Sprachnormierern wie Jonas Jablonskis neu geschaffen wurden. Heute wacht eine parlamentarische Kommission über die „Reinheit“ der litauischen Sprache. Vielfach werden neue Wörter kreiert, um keine Anglizismen zu übernehmen. Ein populäres Beispiel ist das Wort žiniasklaida für 'Medien' (wörtlich: Nachrichtenausbreiter), das sich im Alltagsgebrauch durchgesetzt hat. Der Computer heißt dagegen schlicht kompiuteris.

### Familiennamen
Anhand des Familiennamens kann das Geschlecht der Person ersehen werden sowie bei Frauen der Familienstand. Zu dem Familiennamen Kazlauskas (der Mann) gehört Kazlauskienė (dessen Frau) und Kazlauskaitė (deren Tochter). Seit Kurzem gibt es auch die Möglichkeit der Beibehaltung des Geburtsnamens bei Heirat, für Doppelnamen oder eine familienstandsneutrale Namenswahl, die sich indessen keiner großen Beliebtheit erfreuen.
Da ein Teil des litauischsprachigen Gebietes zu Preußen (siehe Preußisch-Litauen) gehörte, kann man viele Familiennamen litauischen Ursprungs heute auch in Deutschland antreffen. Häufig haben diese Namen ihre litauischen Endungen verloren. Zu den bekanntesten dürfte Wowereit aus lit. Voveraitis zu lit. vovere „Eichhörnchen“ gehören. Weitere sind z. B. Kurbjuweit „Schusters Sohn“, Adomeit „Adams Sohn“ oder Willumeit „Wilhelms Sohn“.

## Dialekte

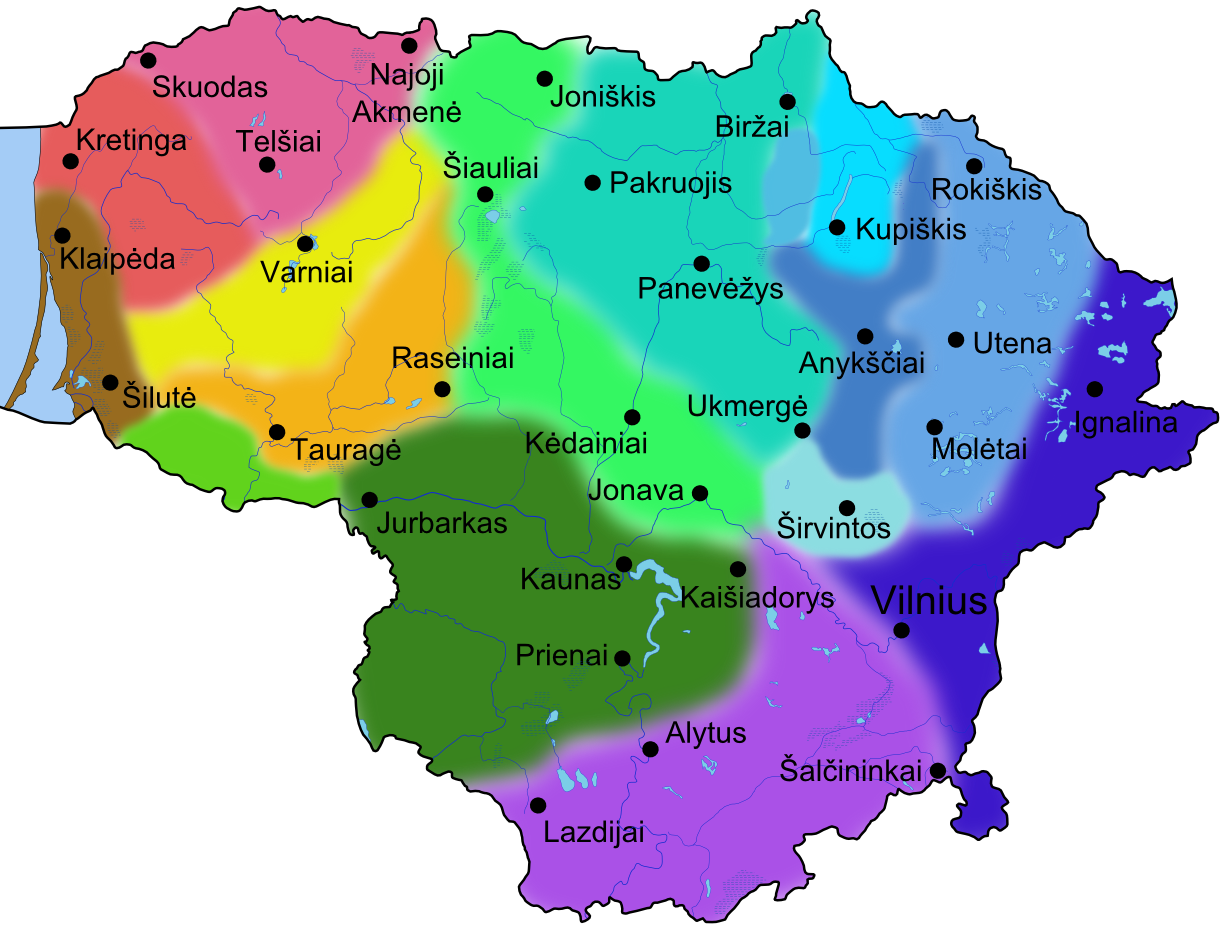
Mundarten der litauischen Sprache

Die Grundlagen des heutigen Litauisch (der Standardsprache) stammen von Aukschtaitisch und Preußisch-Litauisch. Die Aussprache der Normsprache ist dem Südoberlitauischen der Region Suvalkija am nächsten. Die Aussprache aller anderen Dialekte weicht hiervon mehr oder weniger stark ab.

### Niederlitauische Mundarten
Eine große Gruppe Mundarten bildet das Žemaitische im Westen (Žemaitija, Niederlitauen). Diese Dialekte weisen relativ große Unterschiede zum Aukštaitischen (Oberlitauischen) auf und sind für Oberlitauer meist nur schwer zu verstehen. Dafür sind besonders die nördlichen Mundarten dem benachbarten Lettischen ähnlicher. Die Zwielaute ai, ei werden oft als [aː], [eː] ausgesprochen, die Laute ą, ę, į, ų werden vielfach nasal realisiert. Der Wortakzent wird auf den Wortanfang vorverlegt. Die iterative Vergangenheitsform auf -davo gibt es nicht, dafür eine periphrastische Konstruktion, z. B. liuoba skaityti 'er pflegte zu lesen'. Große Unterschiede bestehen auch in der Lexik.

### Oberlitauisch
Ein markanter Zug der nordöstlichen Dialekte (in der Region Aukštaitija) ist die Realisierung von un statt an und in statt en im Oberlitauischen.

### Dzūkisch
Für das Dzūkische ist die Ersetzung von d, t durch dz, c in bestimmten Positionen auffällig, z. B. dzievas statt dievas „Gott“.

### Litauische Mundarten in Belarus
Im nordwestlichen Belarus gibt es einige kleinere litauische Sprachinseln (Zietela, Gervėčiai, Lazūnai), deren Mundart besonders konservativ ist. Die dortigen Dialekte bewahrten beispielsweise alle vier Lokalkasus und teilweise auch den Dual. Andererseits wurden sie in hohem Maße vom dortigen slawischen Idiom beeinflusst. Sowohl der litauischen als auch der slawischen Mundart Nordwestbelarus liegt ein jatwingisches Substrat zugrunde. Die Zietelaer Mundart, die südlichste überhaupt, unterscheidet sich auffällig von den anderen in Belarus (z. B. kein dz-Lautwandel) und weist viele westbaltische Züge auf (z. B. oft z statt ž).
Die Verbformen yra (Präsens von sein) und bit (Perfekt von sein) werden für alle Personen aller Numeri gebraucht, z. B. jis yra čia 'er ist da', mes bit ten 'wir waren dort' (in der Schriftsprache nur für die dritte Person, vgl. aš esu čia; mes buvome ten).
Die meisten Sprachinseln in Belarus schrumpfen, oft sprechen nur mehr ältere Menschen litauisch, die Jüngeren assimilieren sich ans Belarussische bzw. Russische.

### Litauische Wörterbücher / Sprachkurse
- Wörterbuch online, Deutsch-Litauisch und Litauisch-Deutsch
- LITHUANIAN OUT LOUD Kostenloser Sprachkurs: (einfaches) Englisch – Litauisch. Sehr viele Redewendungen, Flexionen, Grammatik, mp3-Download
- book2 Sprachkurs: Deutsch – Litauisch. Redewendungen, kostenloser Download im mp3-Format
- Lithuanian lessons (Memento vom 8. Juni 2013 im Internet Archive) Kostenloser Video-Sprachkurs: Englisch – Litauisch

### Sonstiges
- Official Cyrillic Alphabet for Lithuanian (1864–1904) (PDF, 2,6 MiB)
- Sprachdatenbank Litauisch